# August Bassermann
August Friedrich Bassermann, född 1847, död 1931, var en tysk skådespelare och teaterledare, farbror till Albert Bassermann.
Basserman debuterade 1873 i Dresden och var sedan anställd bland annat i Wien, New York, Berlin, Stuttgart och Hamburg. Han ledde 1883 Lutherfestspelen i Worms, 1895-1904 hovteatern i Mannheim och 1904-19 hovteatern i Karlsruhe, från 1913 som generalintendent. Basserman var en bred skådespelare, vars område sträckte sig från det klassiska dramat till den moderna komedin. Bland hans roller märks: Egmot, Karl Moor i Rövarbandet, Posa i Don Carlos, Uriel Acosta, Martin Luther, Abrosius, Petrucchio i Så tuktas en argbigga och Boltz i Die Journalisten.